# 光明星1號

朝鲜所发射的卫星：①: 光明星1号 ②: 光明星2号 ③: 光明星3号 ④: 光明星4号

光明星1號（광명성 1호），是北韓第一次發射的人造衛星，使用白頭山運載火箭，於1998年8月31日从舞水端里发射升空。北韓政府聲稱發射成功，但北韓以外的國家表示發射失敗。光明星1号卫星的外形为一个有72面的多面体，与中国的第一颗卫星东方红一号十分类似。其重量未公开，外界各家评估的重量相差极大，从6至170千克的都有。